# Густафссон, Ян
Ян Густафссон (нем. Jan Gustafsson; 25 июня 1979, Гамбург) — немецкий шахматист, гроссмейстер (2003). Победитель XVIII командного чемпионата Европы в составе команды Германии (2011).

## Шахматная карьера
Ян Густафссон научился игре в шахматы в 10-летнем возрасте. Дважды становился победителем чемпионата Германии среди юниоров в разных возрастных категориях — 15 лет (1994) и до 17 лет (1996).
Многократный участник различных соревнований в составе национальной сборной по шахматам:
- 4 олимпиады (2004—2008, 2012).
- 5 командных чемпионатах Европы (2003—2011). В 2011 команда Германии стала победителем данного соревнования; Ян Густафссон, выступая на 4-й доске, также выиграл бронзовую медаль в индивидуальном зачёте.
- 2 Кубка Митропы[нем.] (2000, 2009).

Дважды участвовал в Кубках мира по шахматам (2007, 2009).
В составе различных команд многократный участник Кубков европейских клубов (2001—2002, 2007, 2010—2012). Лучший результат — золотая медаль в индивидуальном зачёте в составе клуба «OSG Baden-Baden» (2010).
Участник нескольких командных чемпионатов Германии.
Входил в состав команды Яна Непомнящего в качестве секунданта на Турнире претендентов 2024.

## Участие в других проектах
Ян Густафссон является сооснователем сайта Chess24.com, он анализирует и комментирует шахматные партии для этого сайта.
Также Густафссон играет в покер, он стал соавтором книги о покере.

## Изменения рейтинга
| Графики недоступны из-за технических проблем. См. информацию на Фабрикаторе и на mediawiki.org. |